# 3C 279
3C 279とは、おとめ座にあるクエーサーである。地球から見かけの距離は53億光年、実際には65億光年離れており、クエーサーとしては比較的近い距離にある。
3C 279のジェットは、ジェットそのものの運動速度と、3C 279の後退速度の組み合わせで、光速の4倍の速度で運動して見える。1973年に見つかったこの現象は、初めて発見された見かけ上の超光速運動である。このようなクエーサーは超光速クエーサーと呼ばれている。
1991年、突然3C 279がガンマ線領域で明るくなった。一時それはガンマ線において全天で最も明るい天体となった。これは、3C 279の中心にあるブラックホールが物質を通常より多く吸い込んだことによって発生したバーストであると考えられている。このとき撮影された画像では、見かけの上ではすぐ近くにある、実際には3C 279の半分以下の距離であるクエーサーの3C 273より明るく見えた。
2012年、超長基線電波干渉法によって、1.3mmのミリ波で撮影された3C 279のジェットに、今まで知られていた南西方向のほかに、3C 279のブラックホールの根元に近い位置に、これまで知られていない北北西方向への流れが観測された。これは、ジェットの噴出する方向が、過去のある時点と現在で大きく変わっていることを示している。ジェットの方向が大きく変わる現象の観測例は少なく、珍しい例となっている。この観測によって、今まで見てきたジェットは、方向が変わる前の古い時代のジェットであることもわかった。